# Polis (antiken)
För andra betydelser, se Polis (olika betydelser).
Polis (plural poleis) var stadsstater i antikens Grekland.
Det grekiska ordet πόλις, polis, (stad, stat, borg, medborgare) är besläktat med politeia (medborgarskap, statsförvaltning). De har gett upphov till begrepp som polis, politik, policy, metropol och kosmopolit.

## Organisation
Den självständiga, självstyrande staden är en mycket gammal företeelse, som finns väl dokumenterad i den gamla Orienten, men i fullt utvecklad form kan polisorganisationen anses som typisk för det forntida Grekland. Grekerna förband med sin definition av polis att det fanns en rad fasta institutioner: folkförsamling, folk/statsråd, valda ämbetsmän, gemensamma statskulturer. Dessa var koncentrerade till stadsstatens huvudort. Det tillhörande landområdet var ofta litet.
Polisorganisationen spreds genom den grekiska och östmediterrana kolonisationen, genom kulturpåverkan och Alexander den stores erövringar. Rom är ursprungligen en polis, och det romerska riket kan beskrivas som ett konglomerat av stadsstater under ledning av en metropol.